# Arctagrostis arundinacea
Arctagrostis arundinacea är en gräsart som först beskrevs av Carl Bernhard von Trinius, och fick sitt nu gällande namn av William James Beal. Arctagrostis arundinacea ingår i släktet ryssgrässläktet, och familjen gräs. Inga underarter finns listade i Catalogue of Life.